# Cao Wei
Cao Wei (kineski: 曹魏, pinyin: Cáo Wèi, transliteracija: Cao Vei) je naziv za jedno od Triju kraljevstava, državu nastalu raspadom Kine zbog kolapsa dinastije Han početkom 3. stoljeća. Teritorij joj je obuhvaćao područja sjeverne Kine koja je u građanskom ratu osvojio gospodar rata Cao Cao, koji se prvo proglasio vojvodom, a potom i kraljem Weija. Glavni grad bio joj je bivša carska prijestolnica Luoyang, a kao formalni početak postojanja države se određuje godina 220. kada je Cao Caov sin Cao Pi i formalno svrgnuo posljednjeg cara dinastije Han, te se proglasio carem i ujedno osnivačem nove dinastije Wei. To nikada nisu priznali vladari drugih dviju država - Shu na jugozapadu i Wei na jugoistoku Kine - čiji su se vladari Liu Bei i Sun Quan također smatrali legitimnim nasljednicima carskog prijestolja. Država Wei je godine 265. uspjela osvojiti i anektirati Shu, ali ne i Wei, i to zato što je na dvoru Cao Weija s vremenom ojačao klan na čelu s obiteljom Sima. Iste godine je njen član i carski kancelar Sima Yan svrgnuo Cao Huana, posljednjeg vladara dinastije Han i proglasio novu carsku dinastiju Jin, pod čijim je vodstvom Kina ponovno ujedinjena godine 280.
Sama država je u svoje vrijeme bila poznata tek kao Wei, a naziv Cao Wei su joj dali kasniji povjesničari, kako bi je mogli razlikovati od ranije države Wei u Razdoblju zaraćenih država, odnosno kasnije države Sjeverni Wei.

## Vladari Cao Weija
| Postumni naziv                          | Rodno ime | Godine vladavine | Područja vladanja (Nian Hao 年號)                          |
| --------------------------------------- | --------- | ---------------- | ---------------------------------------------------------- |
| Konvencionalno: „Wei“ + postumna titula |           |                  |                                                            |
| Wendi                                   | Cao Pi    | 220. – 226.      | Huangchu 220. – 226.                                       |
| Mingdi                                  | Cao Rui   | 226. – 239.      | Taihe 227. – 233. Qinglong 233. – 237. Jingchu 237. – 239. |
| Shaodi; poznat kao kralj Qi od Weija    | Cao Fang  | 239. – 254.      | Zhengshi 240. – 249. Jiaping 249. – 254.                   |
| Gaoguixiang Gong                        | Cao Mao   | 254. – 260.      | Zhengyuan 254. – 256. Ganlu 256. – 260.                    |
| Yuandi                                  | Cao Huan  | 260. – 265.      | Jingyuan 260. – 264. Xianxi 264. – 265.                    |

## Poznate osobe
- Tian Yu, vojskovođa
- Xi Kang, književnik, filozof
- Carica Zhen, vladarica